# 세키촌 (지바현 기미쓰군)
세키촌(関村)은 지바현 기미쓰군에 일찍이 존재했던 촌이다. 현재의 훗쓰시 남부에 위치했다.

## 역사
- 1889년 4월 1일 - 정촌제 시행에 의해 아마하군 세키촌이 성립하였다.
- 1897년 4월 1일 - 아마하군이 통합에 의해 기미쓰군이 되었다.
- 1926년 4월 24일 - 도요오카촌이 조합을 해체하고 세키토요촌이 신설되어, 동일 세키촌은 폐지되었다.